# 解甲庄街道
解甲庄街道，是中华人民共和国山東省烟台市莱山区下辖的一个乡镇级行政单位。

## 行政区划
解甲庄街道下辖以下地区：
东解甲庄村、孔辛头村、冶头村、徐家店村、车家村、南水桃林村、北水桃林村、林家疃村、朱柳村、姜家疃村、李家疃村、沟头店村、丁家夼村、梁家夼村、新姜庄村、周家沟村、解家河村、西解甲庄村、繁荣庄村、大山后村和结子沟村。